# Ludvik Zajc
Ludvik Zajc (ur. 21 stycznia 1943 w Jesenicach, zm. 18 lipca 2011 w Oslo) – jugosłowiański skoczek narciarski, reprezentant kraju, dwukrotny olimpijczyk, trener skoków narciarskich i kombinacji norweskiej.

## Kariera
Ludvik Zajc uczestniczył w dwóch zimowych igrzyskach olimpijskich: na igrzyskach olimpijskich 1964 w Innsbrucku zajął 39. miejsce w konkursie skoków na obiekcie normalnym i 42. miejsce na obiekcie dużym. Na igrzyskach olimpijskich 1968 w Grenoble zajął 9. miejsce na skoczni dużej oraz 14. miejsce na skoczni normalnej.
W latach 1961–1972 brał udział w konkursach Turnieju Czterech Skoczni. Trzykrotnie zajmował miejsca w pierwszej dziesiątce zawodów – 27 grudnia 1964 roku w Oberstdorfie (4. miejsce), 6 stycznia 1965 roku w Bischofshofen (6. miejsce) oraz 29 grudnia 1968 roku w Oberstdorfie (9. miejsce).

## Igrzyska olimpijskie

### Indywidualnie
| 1964 Innsbruck        | – | 39. miejsce (K-72,5), 42. miejsce (K-81) |
| 1968 Grenoble/Autrans | – | 14. miejsce (K-70), 9. miejsce (K-90)    |

### Starty L. Zajca na igrzyskach olimpijskich – szczegółowo
| Miejsce | Dzień       | Rok  | Miejscowość | Skocznia  | Punkt K | HS | Konkurs  | Skok 1 | Skok 2 | Skok 3 | Nota      | Strata   | Zwycięzca          |
| ------- | ----------- | ---- | ----------- | --------- | ------- | -- | -------- | ------ | ------ | ------ | --------- | -------- | ------------------ |
| 39.     | 31 stycznia | 1964 | Innsbruck   | Bergisel  | K-72,5  | –  | indywid. | 72,5 m | 72,0 m | 72,0 m | 191,2 pkt | 38,7 pkt | Veikko Kankkonen   |
| 42.     | 9 lutego    | 1964 | Innsbruck   | Bergisel  | K-104   | –  | indywid. | 84,0 m | 78,5 m | 67,0 m | 180,2 pkt | 48,5 pkt | Toralf Engan       |
| 14.     | 11 lutego   | 1968 | Autrans     | Le Claret | K-70    | –  | indywid. | 76,5 m | 71,5 m | –      | 205,4 pkt | 11,1 pkt | Jiří Raška         |
| 9.      | 18 lutego   | 1968 | Autrans     | Le Claret | K-90    | –  | indywid. | 96,5 m | 93,5 m | –      | 203,8 pkt | 22,5 pkt | Władimir Biełousow |

## Mistrzostwa świata

### Indywidualnie
| 1962 Zakopane                          | – | 25. miejsce (K-65), 38. miejsce (K-90) |
| 1966 Oslo                              | – | 40. miejsce (K-75), 42. miejsce (K-85) |
| 1970 Wysokie Tatry/Szczyrbskie Jezioro | – | 19. miejsce (K-70), 15. miejsce (K-90) |

### Starty L. Zajca na mistrzostwach świata – szczegółowo
| Miejsce | Dzień     | Rok  | Miejscowość         | Skocznia         | Punkt K | HS | Konkurs  | Skok 1 | Skok 2 | Skok 3 | Nota      | Strata   | Zwycięzca        |
| ------- | --------- | ---- | ------------------- | ---------------- | ------- | -- | -------- | ------ | ------ | ------ | --------- | -------- | ---------------- |
| 25.     | 21 lutego | 1962 | Zakopane            | Wielka Krokiew   | K-65    | –  | indywid. | 64,5 m | 64,5 m | 64,0 m | 198,9 pkt | 24,6 pkt | Toralf Engan     |
| 38.     | 25 lutego | 1962 | Zakopane            | Wielka Krokiew   | K-90    | –  | indywid. | 89,5 m | 90,5 m | 89,0 m | 195,6 pkt | 24,2 pkt | Helmut Recknagel |
| 40.     | 19 lutego | 1966 | Oslo                | Midtstubakken    | K-75    | –  | indywid. | 68,5 m | 69,5 m | –      | 186,4 pkt | 48,2 pkt | Bjørn Wirkola    |
| 42.     | 27 lutego | 1966 | Oslo                | Holmenkollbakken | K-85    | –  | indywid. | 73,0 m | 70,0 m | –      | 162,3 pkt | 53,0 pkt | Bjørn Wirkola    |
| 19.     | 14 lutego | 1970 | Szczyrbskie Jezioro | MS 1970          | K-70    | –  | indywid. | 79,0 m | 75,0 m | –      | 215,5 pkt | 25,1 pkt | Garij Napałkow   |
| 15.     | 21 lutego | 1970 | Szczyrbskie Jezioro | MS 1970          | K-90    | –  | indywid. | 90,0 m | 98,0 m | –      | 201,5 pkt | 24,5 pkt | Garij Napałkow   |

## Kariera trenerska
Ludvik Zajc po zakończeniu kariery sportowej w 1972 roku został trenerem skoków narciarskich. Początkowo był szkoleniowcem klubowym, następnie trenował reprezentację Włoch w skokach narciarskich i kombinacji norweskiej. W latach 1995–1996 pracował jako trener reprezentacji Słowenii, a w latach 1998–2002 był trenerem reprezentacji Norwegii.
W czerwcu 2011 roku został odznaczony przez Norweski Związek Narciarski za całokształt pracy na rzecz narciarstwa.

## Śmierć
Ludvik Zajc zmarł 18 lipca 2011 roku w Oslo w wieku 68 lat w wyniku choroby nowotworowej.